# Гессен-Ганау
Гессен-Ганау — государство в составе Священной Римской империи, существовавшее с 1760 по 1821 год.

## История
Когда наследный принц Гессен-Касселя Фридрих II обратился в католицизм, его отец Вильгельм VIII решил сделать все возможное, чтобы ограничить будущие владения своего сына. Поэтому он передал присоединенное к Гессен-Касселю в 1736 году графство Ганау-Мюнценберг старшему сыну Фредерика — наследственному графу Вильгельму.

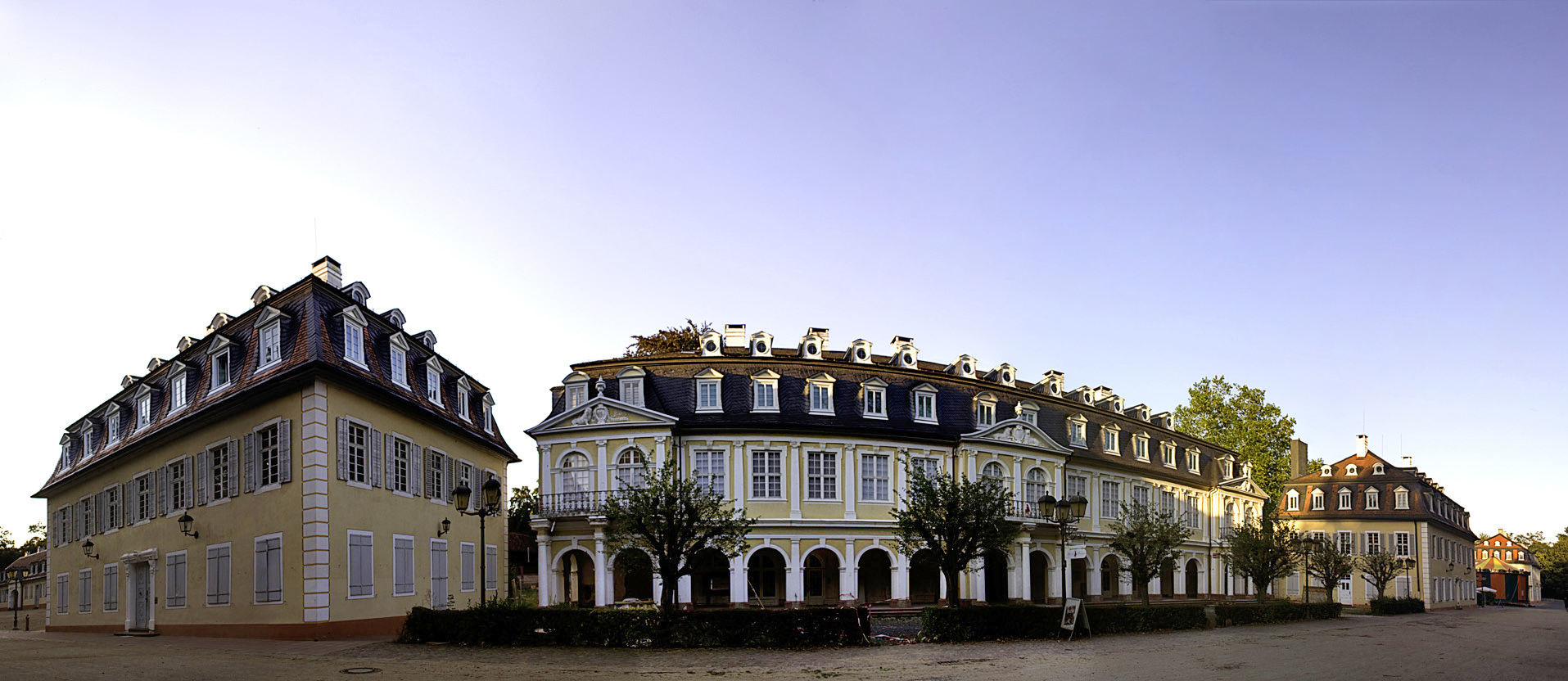
Вильгельмсбад.

Поскольку граф Вильгельм был несовершеннолетним, его законным опекуном была его мать, ландграфиня и принцесса Великобритании Мария. После вступления на престол Гессен-Касселя в 1760 году ландграф Фридрих II неоднократно пытался воссоединить Гессен-Ганау с Гессен-Касселем, но его усилия потерпели неудачу из-за сопротивления Великобритании и протестантских поместий. В качестве дополнительной защиты войска из Ганновера разместили гарнизон в Ганау. Когда Уильям достиг совершеннолетия в 1764 году, он взял на себя управление графством. После смерти Фридриха II в 1785 году Вильгельм стал ландграфом Гессен-Касселя. Правительство Гессен-Ганау в целом оставалось отдельным от Гессен-Касселя. Однако кабинет и военное министерство были объединены с министерствами Гессен-Касселя, и в 1792 году апелляционный суд Касселя получил юрисдикцию над Ханау. До этого Гессен-Ганау управлялся как независимое государство, претерпевающее обширную модернизацию с возведением важных зданий в столице Ханау. Средства на это поступали из субсидий, которые правящий граф получал от своего дяди, короля Великобритании Георга III в обмен на предоставление воинского контингента из 2400 солдат для использования британцами в американской войне за независимость.

## Наполеоновские войны
С распадом Священной Римской империи в 1803 году Гессен-Кассель стал электоратом, а Гессен-Ганау — княжеством Ганау. Однако в 1806 году Гессен-Кассель был включен в состав королевства Вестфалия, а Ганау попал под французскую военную оккупацию и в 1810 году вошло в состав Великого герцогства Франкфурт. После освобождения Германии в 1813 году от французов в ходе войны шестой коалиции суверенитет Гессен-Касселя был восстановлен, но Ганау вошло в его состав лишь после смерти курфюрста Вильгельма в 1821 году и проведения административных реформ при его преемнике Вильгельме II, когда графство стало земельным районом Ганау.